# Кристиан Ранђеловић
Кристиан Ранђеловић (р. 1973) српски је активиста за права ЛГБТ+ у региону Балкана, са фокусом на права трансродних и интерсекс особа. Ранђеловић је развио прву групу за подршку трансродним особама на Балкану. Један је од суоснивача београдске организације XZ spektrum, која се бави питањима интерсекс, транс и небинарних особа. Сам Ранђеловић се идентификује као интерсекс особа.

## Каријера
Ранђеловић је психодрамски саветник и ТВ и филмски монтажер. Пре него што се укључио у различите иницијативе као активиста, медицински професионалац га је замолио да учествује у првој телевизијској емисији у Србији 1990-их, што је повећало његов углед и стручност у региону.
Ранђеловић је од краја 2005. године радио у Gayten-LGBT организацији у Београду. Током овог периода, радио је са другима на развоју програма за трансродне особе, укључујући стварање прве групе за подршку трансродним особама на Балкану. Дo 2015. радио је кao фацилитатор oвe групе. Ранђеловић је током своје каријере учествовао и у креирању првог веб сајта за транс особе на Балкану под именом Транс Сербиа.
Од 2010-2012. Кристиан је био укључен у ИЛГА Европе као члан одбора. Био је на истој позицији као члан одбора у организацији Трансџендер Европа током периода 2010-2016. и OII Интернационалне интерсекс организације Европа у периоду 2015-2023, а од 2023. је копредседавајући.

## Изабрана библиографија
- Ranđelović, Kristian (2018). „Intersex Research Study: Albania, Bosnia and Herzegovina, The Former Yugoslav Republic of Macedonia, and Serbia 2017” (PDF). UNDP. Архивирано из оригинала (PDF) 01. 09. 2018. г. Приступљено 12. 09. 2022.